# Количество вещество
Количество вещество е физична величина, която характеризира количеството еднотипни структурни единици, съдържащи се в дадено вещество. Структурни единици могат да бъдат всякакви частици: молекули, атоми, йони, електрони или други, в зависимост от контекста.
Броят частици в макроскопични образци обикновено за удобство се изразява в молове. Молът е SI единица, която се определя точно като N=6,02214076×1023 частици. Числото N се нарича число на Авогадро. Това число е избрано така, че масата на един мол от химично съединение в грамове да е числено равна на масата на една молекула от това вещества в атомни единици за маса. Така например, една молекула вода има средна маса от 18,015 атомни единици за маса, докато един мол вода (съдържащ 6,02214076×1023 водни частици) има маса от около 18,015 грама.
В химията, поради закона за кратните отношения, често е много по-удобно да се работи с количество вещество (тоест брой молове или молекули), отколкото с маса (грамове) или обем (литри). Например, химичният факт „1 молекула кислород (O
2) би реагирала с 2 молекули водород (H
2), образувайки 2 молекули вода (H
2O)“ може също да бъде формулиран като „1 мол O
2 би реагирал с 2 мола H
2, образувайки 2 мола вода“. Същото взаимодействие, описано чрез маси, би имало вида „32 грама кислород биха реагирали с приблизително 2,0156 грама водород, образувайки приблизително 18,0152 грама вода“. Що се касае до обема, числата биха зависили и от налягането и температурата на реагентите и продуктите. Поради същата причина, концентрацията на реагенти в течности често се дава в молове на литър, вместо в грамове на литър.
Количеството вещество е удобно понятие и в термодинамиката. Например, налягането на определено количество благороден газ в даден обем при дадена температура е пряко свързано с броя молекули в газа (чрез уравнението на Клапейрон-Менделеев), а не с масата му.
Международният съюз за чиста и приложна химия препоръчва да се използва термина „количество вещество“, вместо „брой молове“ също както се използва „маса“, вместо „брой килограми“.